# Galów
Galów – wieś w Polsce, położona w województwie świętokrzyskim, w powiecie buskim, w gminie Busko-Zdrój.
W latach 1975–1998 miejscowość administracyjnie należała do województwa kieleckiego.
Przez wieś przechodzi  zielony szlak turystyczny z Wiślicy do Grochowisk.

## Integralne części wsi
| SIMC    | Nazwa      | Rodzaj    |
| ------- | ---------- | --------- |
| 0231745 | Brzozowiec | część wsi |
| 0231751 | Cekury     | część wsi |
| 0231768 | Irenin     | część wsi |
| 0231774 | Jata       | część wsi |
| 0231780 | Krzywie    | część wsi |
| 0231797 | Siedlawy   | część wsi |
| 0231805 | Zagosiek   | część wsi |

## Historia
Wieś z rodowodem sięgającym XIV wieku, w jego drugiej połowie dziedzicem Galowa był domniemany syn Kazimierza Wielkiego i Esterki (lub Cudki), Pełka, który z żony Hanki miał syna Niemierzę. Ten ostatni za życia jeszcze ojca w r. 1379, sprzedaje Janowi z Tarnowa, kasztelanowi sandomierskiemu wsie: Trzęślę i Rzochów (Kodeks dyplomatyczny polski, t.III, s. 321 i Kod. małopolski, t.III, s.181).
Do 1813 roku wieś wchodziła w skład Ordynacji Myszkowskich. Następnie jednym z jej dziedziców był Jan Olrych Szaniecki. W 1864 roku car Aleksander II Romanow wydał dekret o uwłaszczeniu włościan w Królestwie Polskim. Na mocy tego dekretu zniesiono pańszczyznę, a wieś Galów stała się własnością mieszkających w niej rolników.